# Eileen Gu
Eileen Gu (n. 3 septembrie 2003, California, SUA) este o sportivă ce a reprezentat Republica Populară Chineză, medaliată olimpică. A participat la o ediție a Jocurilor Olimpice (2022) în care a câștigat două medalii de aur și o medalie de argint.